# Söderskatan
Söderskatan är en udde i Finland. Den ligger i Raseborg och landskapet Nyland, i den södra delen av landet, 90 km väster om huvudstaden Helsingfors.
Terrängen inåt land är platt. Havet är nära Söderskatan söderut.  Närmaste större samhälle är Ekenäs, 12,4 km norr om Söderskatan. I omgivningarna runt Söderskatan växer i huvudsak barrskog.